# ギョーム・ボディニエ
ギョーム・ボディニエ（Guillaume Bodinier、1795年2月9日 - 1872年8月25日）はフランスの画家である。

## 略歴
メーヌ＝エ＝ロワール県のアンジェに生まれた。アンジェの帝国高校(lycée impérial)で学んだ後、1814年にパリに出て法律を学び、ジャック＝ルイ・ダヴィッドの弟子であったジャン・ブロックの絵画教室で学んだ。1817年にパリのエコール・デ・ボザールに入学し、ピエール＝ナルシス・ゲランの教室で学んだ。一緒に学んだ画家にはウジェーヌ・ドラクロワやテオドール・ジェリコーらがいた。
1821年と1822年にローマ賞に応募したが、受賞することはできなかった。
1822年に師のゲランが在ローマ・フランス・アカデミーの校長に任じられたので、ゲランに従って、ローマに移った。ローマを訪れたジャン＝バティスト・カミーユ・コローと友人になり、共に旅をし、風景画などを描いた。ローマに5年間、滞在してパリに戻り、1827年にサロン・ド・パリに出展し一等を受賞した。1829年から再びローマに移り1841年までローマで活動した。
1841年にアンジェに戻り、いとこと結婚した。アンジェ美術館の名誉館長に任じられ、1849年にレジオンドヌール勲章（シュバリエ）を受勲した。

## 作品

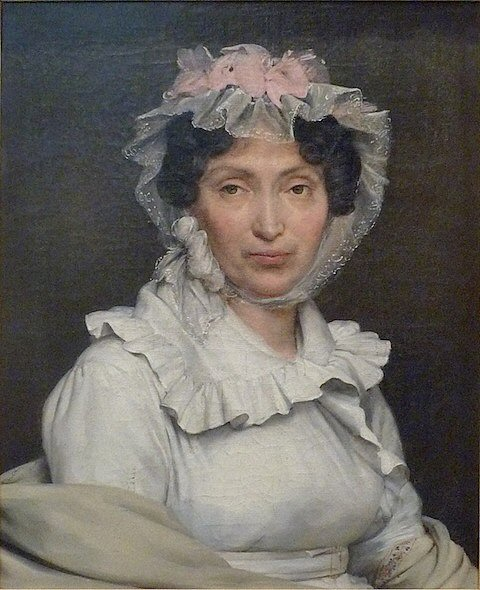
Portrait of Madame Marguerite-Julie More
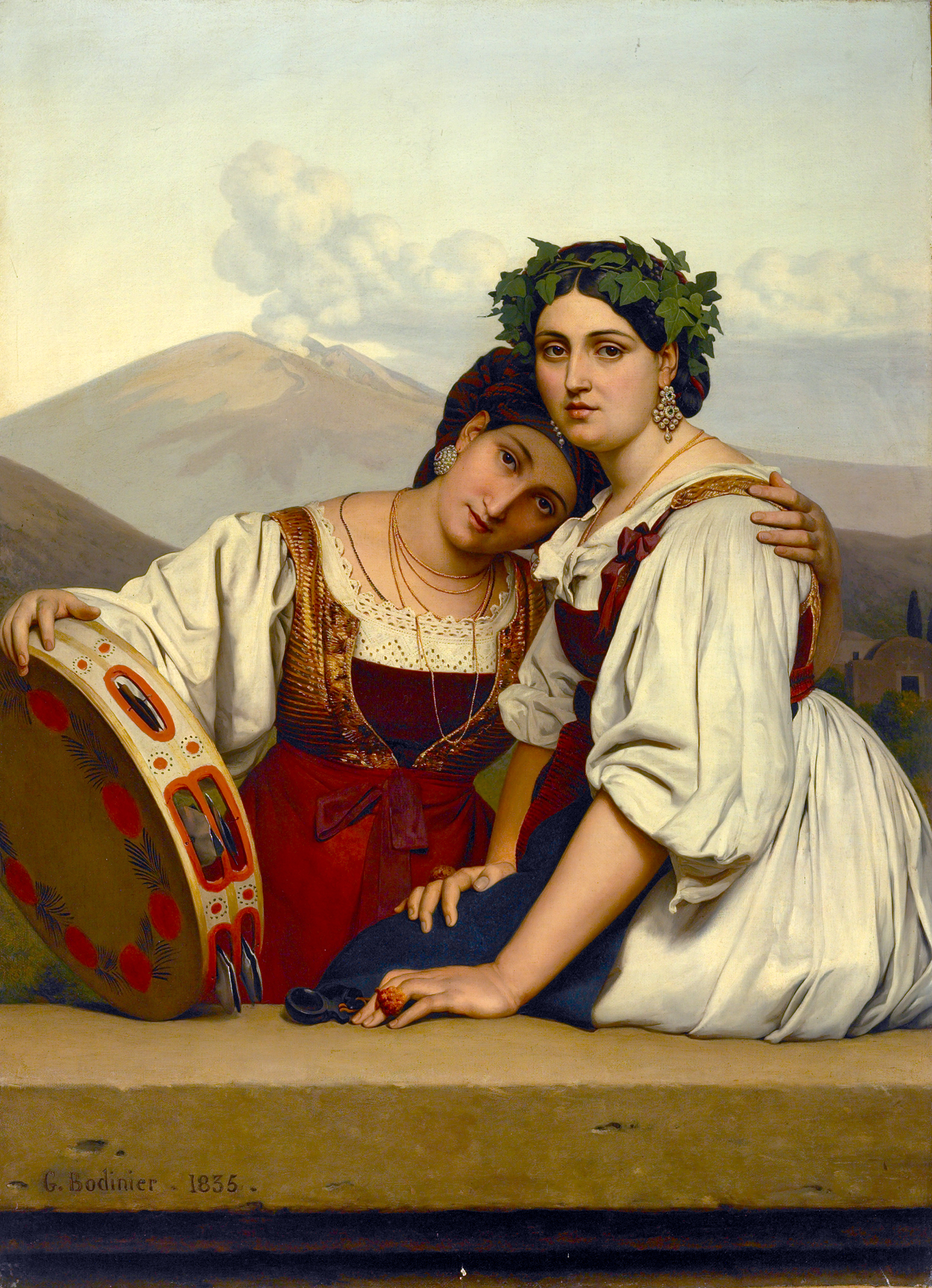
ナポリの少女 (1835)
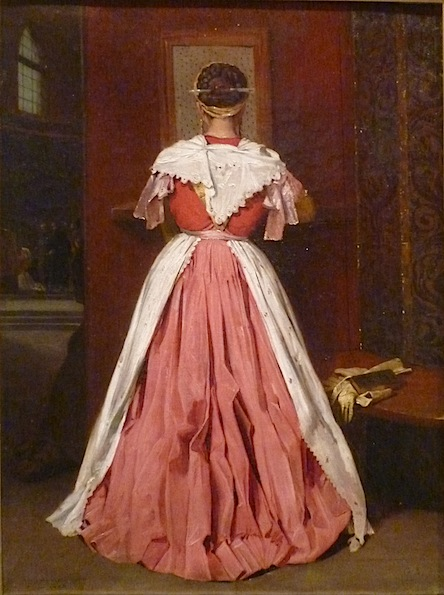
告解するフラスカーティの農婦 (1826)
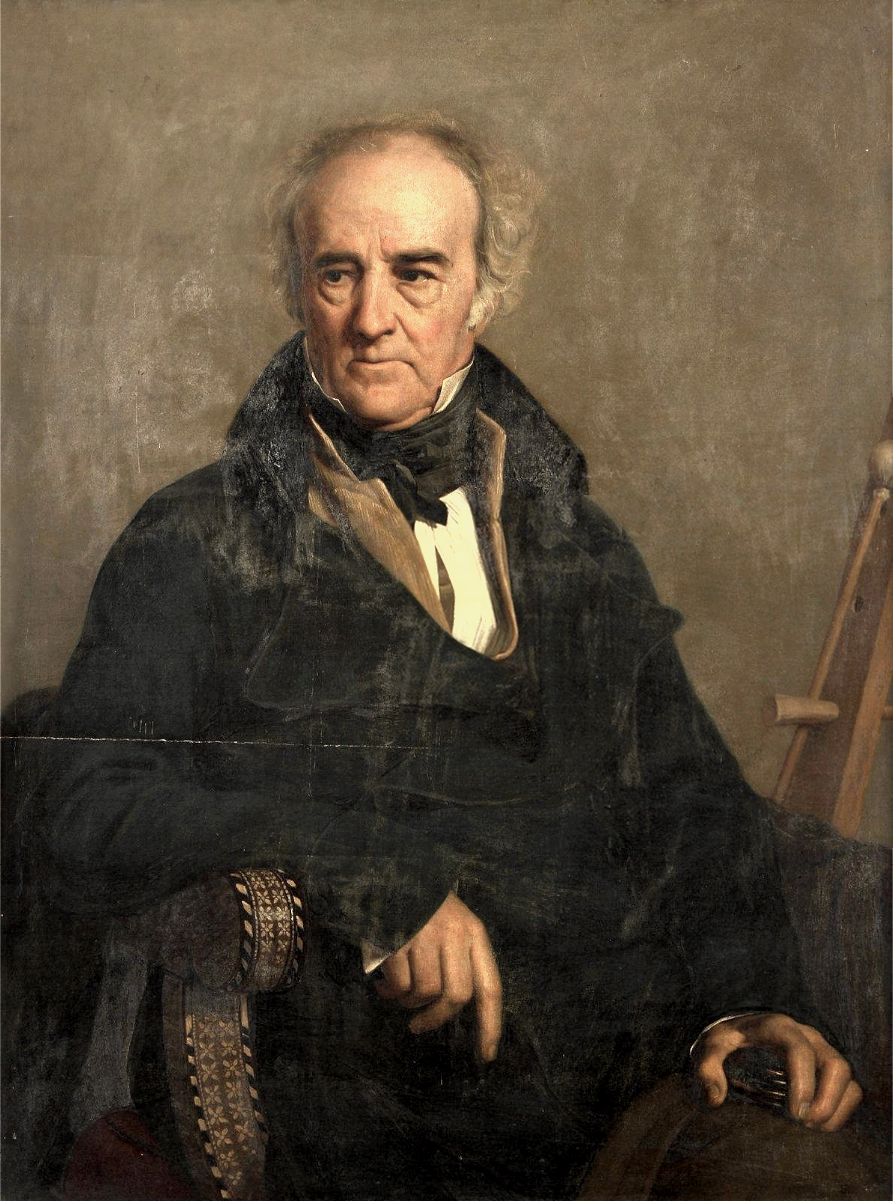
Nicolas-Didier Boguet-画家

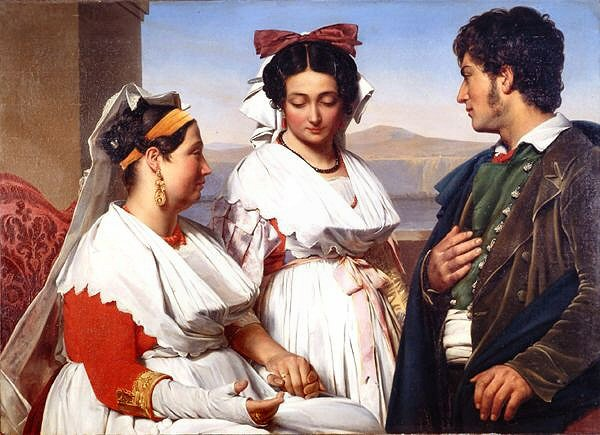
結婚の申し込み (1825)
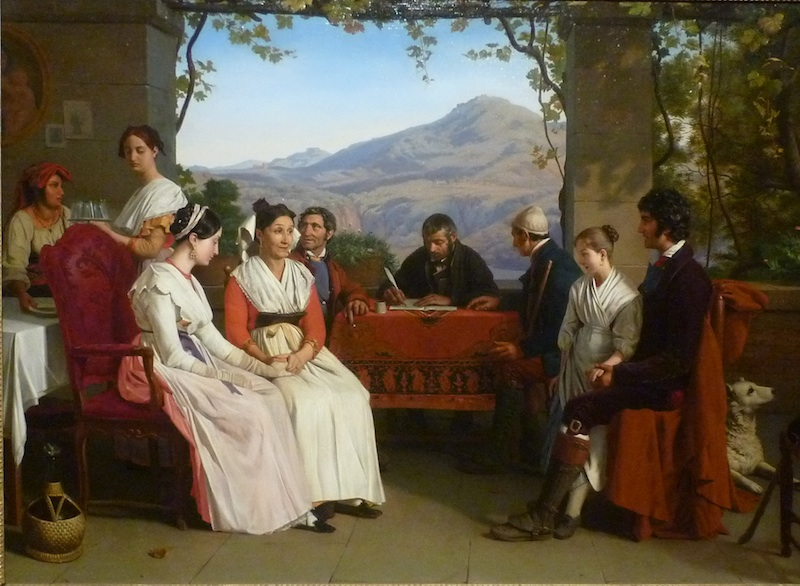
イタリアの結婚契約 (1831)